# José Justo Corro
Pour les personnes ayant le même patronyme, voir Justo.
José Justo Corro (19 juillet 1794 – 18 décembre 1864) est un homme politique mexicain, et il est président de la République de 1836 à 1837, sous la république centraliste,.